# Vídeňský kodex
Vídeňský kodex (maďarsky Bécsi kódex) je františkánský rukopis obsahující nejstarší dochované maďarské překlady částí Bible.
Rukopis je součástí tzv. Husitské bible z 15. století. Třetina je psána gotickou bastardou. Kodex je uložen v Széchényiho národní knihovně v Budapeši.

## Obsah
Rukopis obsahuje překlad knih: Rút, Júdit, Ester, 2. knihy Makabejské, Báruch, Daniel a dvanácti Menších proroků.